# Maigret se fâche
Maigret se fâche est un roman policier de Georges Simenon publié en 1947. Il fait partie de la série des Maigret. Son écriture s'est achevée le 4 août 1945 à Saint-Fargeau-sur-Seine (Seine-et-Marne).

## Résumé
Dans sa retraite de Meung-sur-Loire, Maigret est sollicité par Bernadette Amorelle qui s'inquiète de la récente noyade dans la Seine de sa petite-fille Monita : la jeune fille nageait bien et il ne doit pas s'agir d'un accident. Maigret arrive à Orsenne où son enquête le conduit dans trois maisons luxueuses : l'une  est habitée par le vieux Désiré Campois ; dans une autre résident Bernadette, sa fille Aimée et son gendre Charles Malik, parents de Monita ; la troisième est occupée par Ernest Malik, son épouse Laurence et leurs deux fils, dont le cadet, Georges-Henry, est séquestré par son père. 
Maigret se rend à Paris où il charge ses anciens collaborateurs d'une enquête sur le passé d'Ernest Malik et de la firme Amorelle et Campois. Il en ressort qu'il y a plus de vingt ans, Ernest Malik a poussé au suicide Roger Campois, fils de Désiré, avant d'épouser Laurence Amorelle. Serait-ce cet assassinat indirect dicté par l'arrivisme qu'auraient découvert Monita et Georges-Henry ? En tout cas, Maigret n'hésite pas à tenter un coup de force : avec l'aide de Mimile, ancien cambrioleur qu'il a connu jadis, il va délivrer Georges-Henry au nez et à la barbe d'Ernest Malik, mais, traumatisé par les événements qu'il vient de vivre, le jeune homme, amené à Paris, refuse de parler. 
Cependant, à Orsenne, Ernest Malik est assassiné de sang-froid par Bernadette Amorelle ; arrêtée, cette dernière livrera à Maigret la clé de l'énigme que vient de lui fournir sa fille Aimée. Lorsqu'il a éliminé Roger Campois, Ernest Malik n'a pas seulement agi par  ambition, mais aussi par passion : il aimait en effet Aimée Amorelle qui n'avait que quinze ans et était trop jeune pour se marier ; or, Roger était fiancé à la fille aînée, Laurence ; Roger mort, Ernest pouvait épouser Laurence et faire épouser un peu plus tard Aimée par son frère Charles, un fantoche servant de paravent, trop content d'entrer dans l'entreprise et de faire fortune... Ainsi Ernest avait les deux femmes et de l'argent. C'est tout cela qu'avaient découvert Monita et Georges-Henry à la faveur de conversations surprises et de papiers dérobés : se sachant fille d'Ernest et donc demi-sœur de Georges-Henry qu'elle aimait, Monita s'est suicidée, « submergée de dégoût». Georges-Henry allait peut-être en faire autant. Par son meurtre, Bernadette a voulu supprimer toute cette saleté.

## Aspects particuliers du roman
Maigret retrouve en Ernest Malik un ancien condisciple du lycée de Moulins qui a fait fortune et qui n’a reculé devant aucun moyen pour atteindre son but. Devant la vie luxueuse qu’Ernest prend plaisir à étaler, devant lui, Maigret nous livre sa réaction à propos de tels personnages : « Il faut arriver à les voir comme les autres, à les voir tout nus… » C’est ce qu’il réussit à faire, découvrant l’épaisse couche d’ignominie qui se cache sous le voile de l’honorabilité due à la richesse. 

## Fiche signalétique de l'ouvrage

### Cadre spatio-temporel

#### Espace
Orsenne (Nom de lieu-dit  inventé, situé sur les bords de la Seine, à 5 km de Seine-Port). Paris. Meung-sur-Loire.

#### Temps
Époque contemporaine ; l’enquête dure cinq jours et se déroule en août.

### Les personnages

#### Personnage principal
Bernadette Amorelle. Principale actionnaire de la firme Amorelle et Campois (carrières de sable et remorqueurs), fondée par son mari. Veuve, deux filles, deux petits-fils, une petite-fille. 81 ans. 

#### Autres personnages
- Ernest Malik, gendre de Bernadette Amorelle
- Laurence Malik, née Amorelle, épouse d’Ernest, fille aînée de Bernadette
- Georges-Henri Malik, fils d’Ernest et Laurence, 16 ans
- Charles Malik, frère d’Ernest, gendre de Bernadette Amorelle
- Aimée Malik, née Amorelle, épouse de Charles, fille cadette de Bernadette Amorelle, maîtresse d’Ernest
- Monita Malik, officiellement fille de Charles et Aimée ; en fait, fille d’Ernest et Aimée, 17 ans
- Désiré Campois, cofondateur avec le mari de Bernadette, de la firme Amorelle et Campois, n’a presque plus d’actions dans l’affaire, 77 ans.

## Éditions
- Prépublication en feuilleton dans le quotidien France-Soir, n° 536-579, du 19 mars au 9 mai 1946, avec des illustrations d'André Hofer.
- Édition originale : Presses de la Cité, 1947 (précédé de la nouvelle La Pipe de Maigret)
- Tout Simenon, tome 1, Omnibus, 2002  (ISBN 978-2-258-06042-5)
- Livre de Poche, n° 31811, 2010  (ISBN 978-2-253-13387-2)
- Tout Maigret, tome 4, Omnibus,  2019  (ISBN 978-2-258-15045-4)

## Adaptations
- The Dirty House, téléfilm anglais de Terence Williams, avec Rupert Davies, diffusé en 1962.
- Maigret se fâche (téléfilm, 1972), téléfilm français de François Villiers, avec Jean Richard, diffusé en 1972.

## Source
- Maurice Piron, Michel Lemoine, L'Univers de Simenon, guide des romans et nouvelles (1931-1972) de Georges Simenon, Presses de la Cité, 1983, p. 304-305  (ISBN 978-2-258-01152-6)